# Fatima Jinnah
Fatima Jinnah, född 1893, död 1967, var en pakistansk politiker.
Hon var syster till Muhammad Ali Jinnah. Liksom sin bror engagerade hon sig tidigt i All India Muslim League, där hon blev en ledande medlem. Hon beskrivs som sin brors rådgivare. Efter sin brors död 1948 belades hon med förbud att hålla offentliga politiska till 1951. Hon blev oppositionsledare 1960, och blev 1965 den första kvinna i ett muslimskt land som kandidera i ett presidentval, som hon dock förlorade. 